# Спомен-биста Александру I Обреновићу у Београду
Спомен-биста Александру I Обреновићу у Београду налази се у Београду, на тргу испред зграде Општине Звездара на простору између зграде општине и Студентског дома „Краљ Александар I“, а посвећена је краљу Александру I Обреновићу.

## Историјат
Краљ Александар I Обреновић је био последњи владар из династије Обреновић, а убијен је заједно са супругом Драгом Машин у Мајском преврату 1903. године.
Споменик је подигнут крајем 2004. године на иницијативу градске општине Звездара са циљем да се у Булевару краља Александра нађе и његов споменик.